# علی کیخسروی
علی کیخسروی (زاده ۲۳ دی ۱۳۷۸ در اصفهان) بازیکن فوتبال ایرانی است.
در تاریخ ۲۰ مرداد ۱۳۹۶، وی نخستین دیدار رسمی خود در لیگ برتر را در مقابل پارس جنوبی جم و در ۱۷ سالگی انجام داد که توانست یک پنالتی را مهار کند.

## افتخارات
باشگاهی
- لیگ برتر
- نایب قهرمانی در لیگ برتر فوتبال ایران ۹۸–۱۳۹۷ به همراه تیم سپاهان اصفهان
- نایب قهرمانی در لیگ برتر فوتبال ایران (۱۳۹۹_۱۴۰۰)به همراه تیم سپاهان اصفهان